# Municipio Urmiri
Das Municipio Urmiri (auch: Belén de Urmiri) ist ein Verwaltungsbezirk im Departamento Potosí im Hochland des südamerikanischen Anden-Staates Bolivien.

## Lage im Nahraum
Das Municipio Urmiri ist eins von vier Municipios in der Provinz Tomás Frías. Es grenzt im Osten an das Municipio Yocalla, im Süden an die Provinz Antonio Quijarro, im Nordwesten an das Departamento Oruro und im Nordosten an das Municipio Tinguipaya.

## Geographie
Das Municipio Urmiri umfasst eine 1300 km² große kaum besiedelt Hochfläche zwischen der Stadt Potosí im Südosten und dem Poopó-See im Nordwesten, die von zahlreichen Flussläufen durchschnitten ist. Die Temperaturen bewegen sich das ganze Jahr über im Tagesverlauf in der Nähe der Frostgrenze, nennenswerter Niederschlag fällt nur in den Sommermonaten, so dass viele der Flüsse im Winter weitgehend trockenfallen.

## Bevölkerung
Die Einwohnerzahl des Municipio Urmiri ist zwischen 1992 und 2024 auf das Doppelte angestiegen:
| Jahr | Einwohner | Quelle       |
| ---- | --------- | ------------ |
| 1992 | 1521      | Volkszählung |
| 2001 | 2025      | Volkszählung |
| 2012 | 2759      | Volkszählung |
| 2024 | 3162      | Volkszählung |

Die Lebenserwartung der Neugeborenen liegt bei 53 Jahren, der Alphabetisierungsgrad bei den über 15-Jährigen bei 68 Prozent, und der Anteil der städtischen Bevölkerung im Municipio beträgt 0 Prozent. (2001)
Das Municipio umfasst insgesamt 37 Ortschaften, der zentrale Ort des Municipios ist Urmiri mit 839 Einwohnern (2012) im Nordostteil des Municipios.

## Politik
Ergebnis der Regionalwahlen (concejales del municipio) vom 4. April 2010:
| Wahl- berechtigte |  | Wahl- beteiligung | gültige Stimmen |  | MAS-IPSP |
| ----------------- |  | ----------------- | --------------- |  | -------- |
| 856               |  | 734               | 493             |  | 493      |
|                   |  | 85,7 %            | 67,2 %          |  | 100,0 %  |

Ergebnis der Regionalwahlen (elecciones de autoridades políticas) vom 7. März 2021:
| Wahl- berechtigte |  | Wahl- beteiligung | gültige Stimmen |  | MAS-IPSP | AS      | PUKA-SUNQU | PAN-BOL |
| ----------------- |  | ----------------- | --------------- |  | -------- | ------- | ---------- | ------- |
| 756               |  | 663               | 581             |  | 456      | 79      | 18         | 14      |
|                   |  | 87,70 %           | 87,63 %         |  | 78,49 %  | 13,60 % | 3,10 %     | 2,41 %  |

## Gliederung
Das Municipio unterteilt sich in die folgenden beiden Kantone (cantones):
- 05-0104-01 Kanton Urmiri im zentralen und südöstlichen Teil – 31 Ortschaften – 2.223 Einwohner (Volkszählung 2012)
- 05-0104-02 Kanton Cahuayo im nordwestlichen Teil – 6 Ortschaften – 536 Einwohner

## Ortschaften im Municipio Urmiri
- Kanton Urmiri
  - Urmiri 839 Einw. – Puitucu 324 Einw. – Vacuyo Andamarca 310 Einw.

- Kanton Cahuayo
  - Cahuayo 472 Einw.